# Byōdō-in

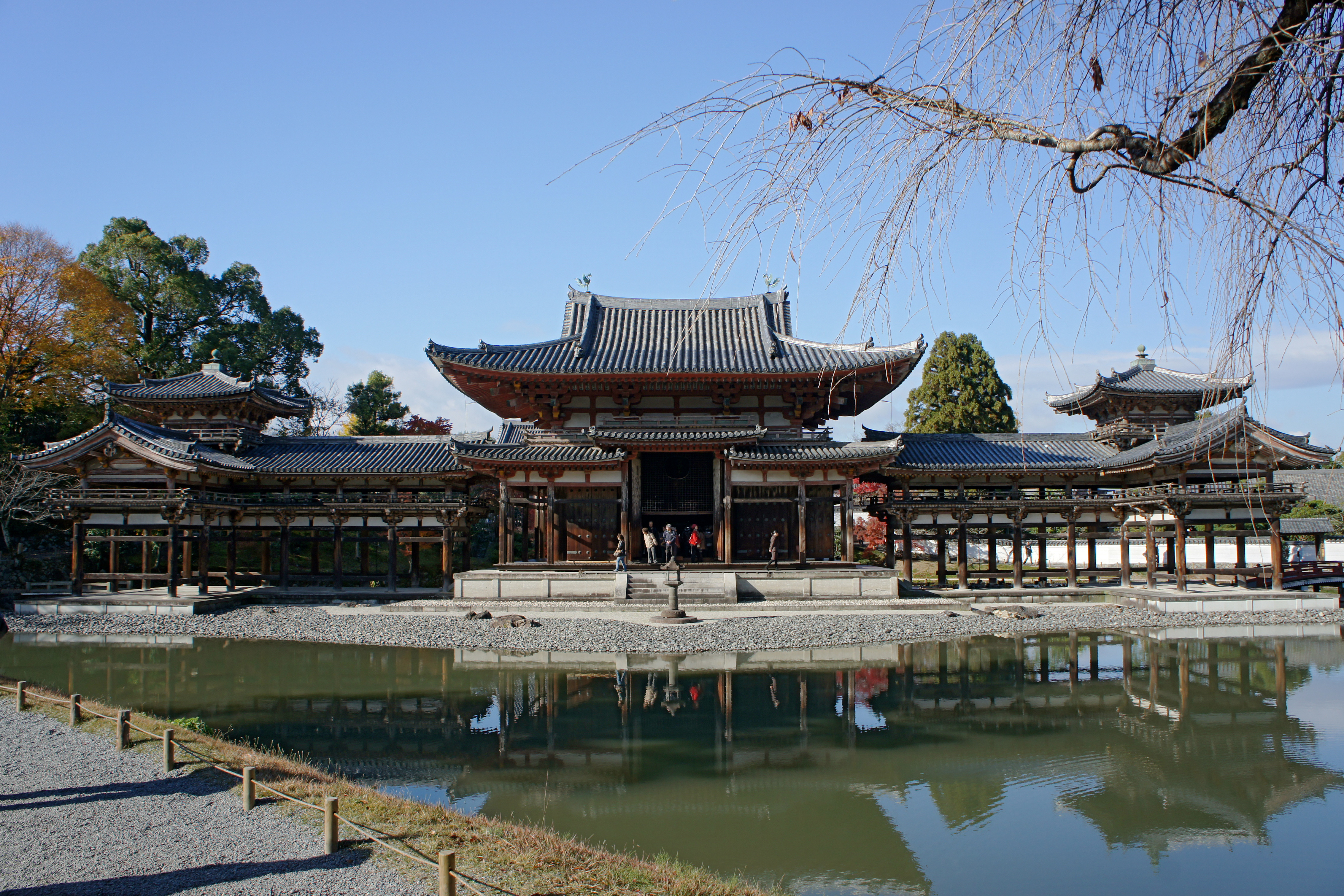
Die Phönix-Halle des Byōdō-in

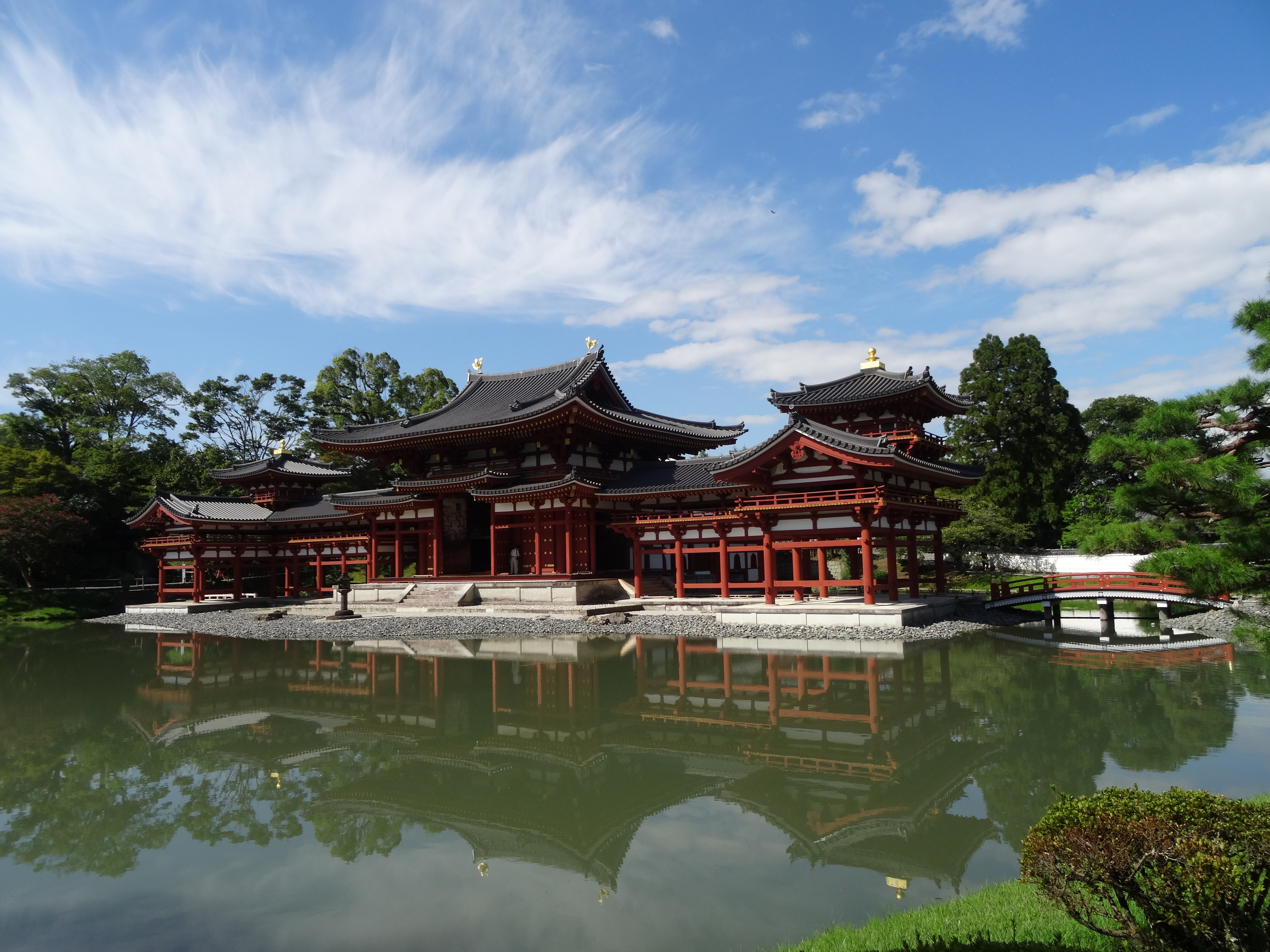
Die Phönix-Halle (September 2014)

Der Byōdō-in (japanisch 平等院) ist ein 998 in der Heian-Zeit erbauter buddhistischer Tempel in der japanischen Stadt Uji (Präfektur Kyōto).
Als buddhistischer Tempel wurde das Gebäude allerdings erst 1052 von Fujiwara no Yorimichi etabliert. Der vorherige Eigentümer, Minamoto no Toru, verwendete das Gebäude als eine Art Landhaus.

## Geschichte
Der Genpei-Krieg begann offiziell mit der Ersten Schlacht von Uji (1180) an der Brücke über den Uji-gawa in der Nähe des Tempels und schließlich im Tempel selbst zwischen Minamoto no Yorimasa, Prinz Mochihito und Kriegermönchen von Mii-dera auf der einen und Taira no Kiyomori auf der anderen Seite. Yorimasa beging in der Phönixhalle das erste aufgezeichnete Seppuku eines Samurai im Angesicht der Niederlage.

## Tempelanlage

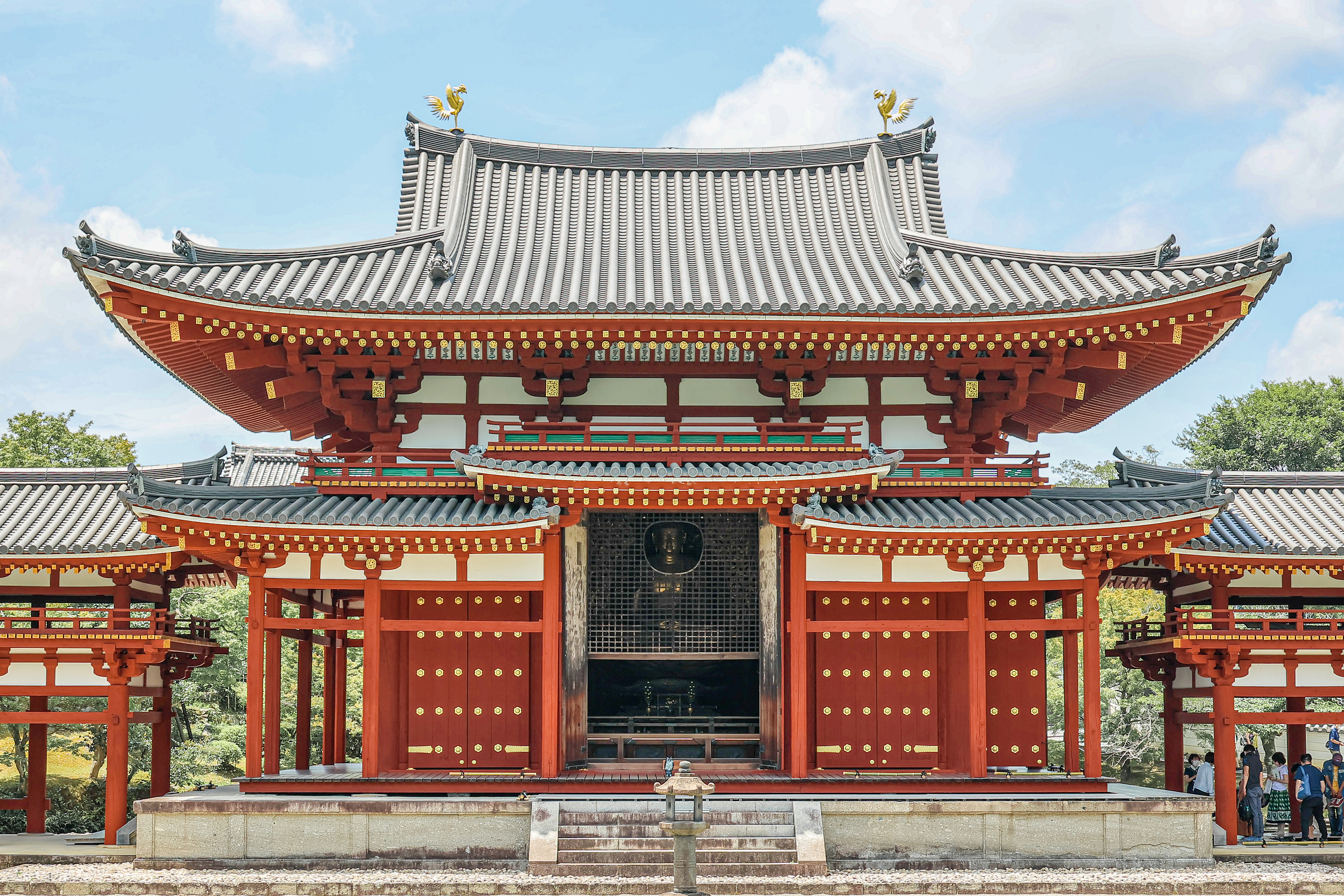
Zentrale Halle

Der Byōdō-in besteht aus einer zentralen Halle, flankiert durch zwei Flügelkorridore auf beiden Seiten und einem hinteren Korridor. In der 1053 errichteten zentralen Halle, auch Amida-Halle oder seit der frühen Edo-Periode Phönix-Halle genannt, befindet sich ein Bildnis des Amida Buddha. Auf dem Dach der Halle stehen Statuen von Feng Huang (auf Japanisch Hōō) – häufig als Phönix übersetzt. Die Halle sowie diverse andere Gegenstände im Byōdō-in sind Nationalschätze Japans.
In Zusammenhang mit Bürgerkriegsunruhen verbrannten 1336 weitere Gebäude auf dem Gelände des Tempels. Direkt an der Vorderseite des Tempels ist ein Teich angelegt. 1997 wurde er wegen archäologischer Ausgrabungen ausgebaggert.

## Gegenwart
In Japan wird der Dauer und der kulturellen Bedeutung des Byōdō-in gedacht, indem man seine Vorderansicht auf der 10-Yen-Münze, sowie einen der beiden Phönixe des Daches auf dem neuen 10.000-Yen-Schein abbilden ließ.
Im Dezember 1994 wurde das Gebäude zusammen mit anderen Stätten in der Präfektur Kyōto von der UNESCO zum Weltkulturerbe Historisches Kyōto (Kyōto, Uji und Ōtsu) ernannt.
Eine original- und maßstabsgetreue Kopie des Tempels wurde 1968 im Tal der Tempel auf der hawaiischen Insel Oʻahu errichtet.
Aufgrund größerer Schäden wurde die Phoenix-Halle 2012 bis September 2014 aufwendig renoviert.

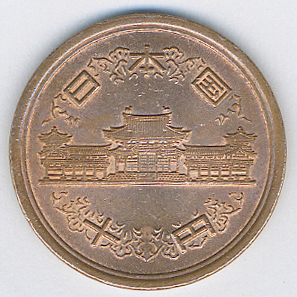
Die Rückseite der 10-Yen-Münze zeigt die Phönix-Halle des Byōdō-in
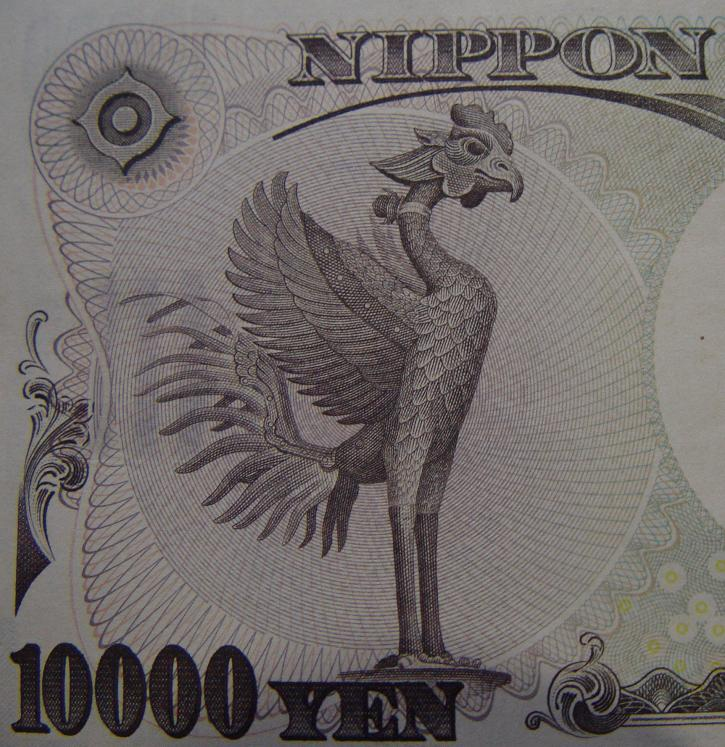
Ausschnitt der Rückseite des 10.000-Yen-Scheins
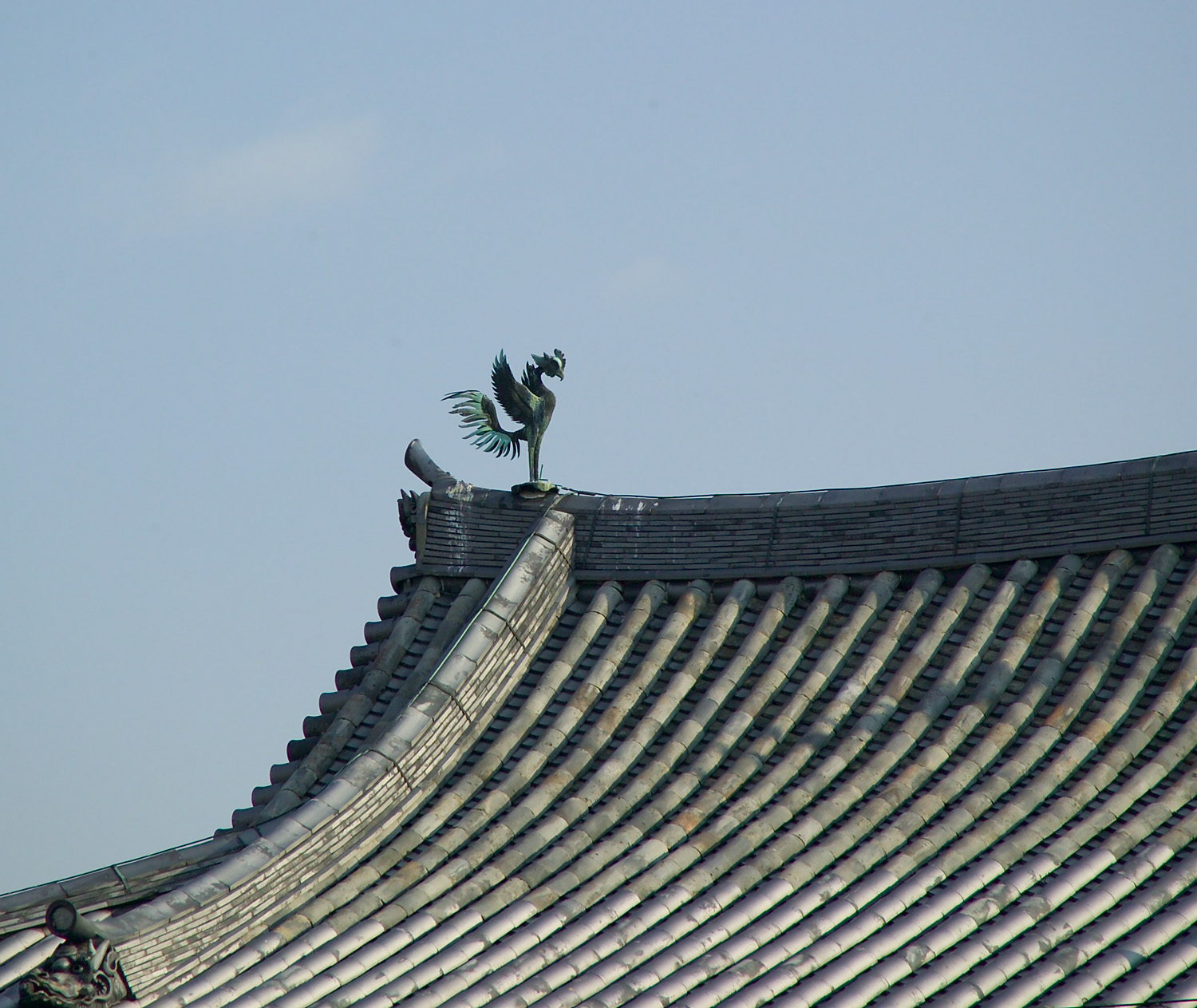
Phönix-Statue auf dem tatsächlichen Byōdō-in
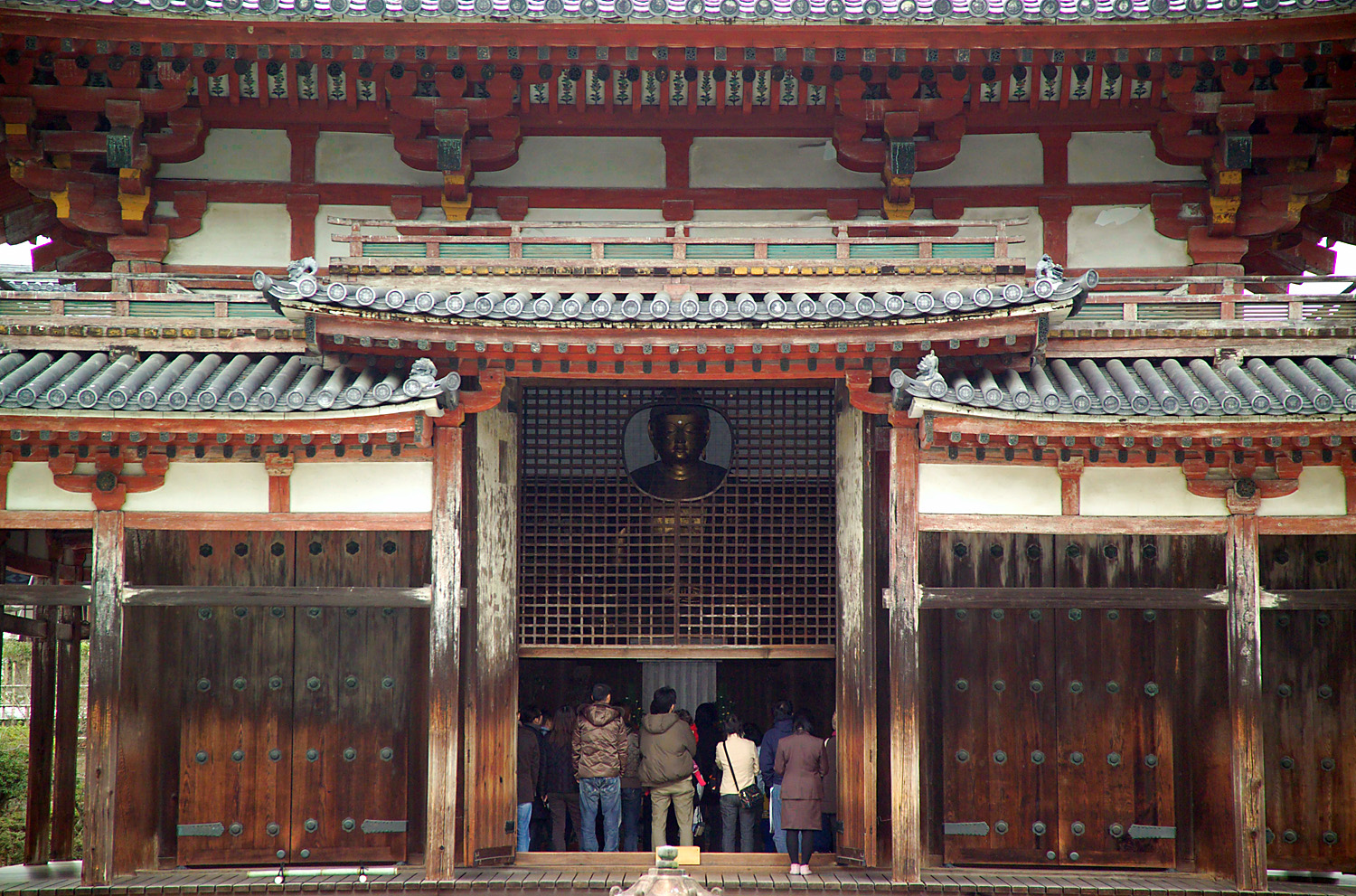
Phoenix-Halle (Amitābha)
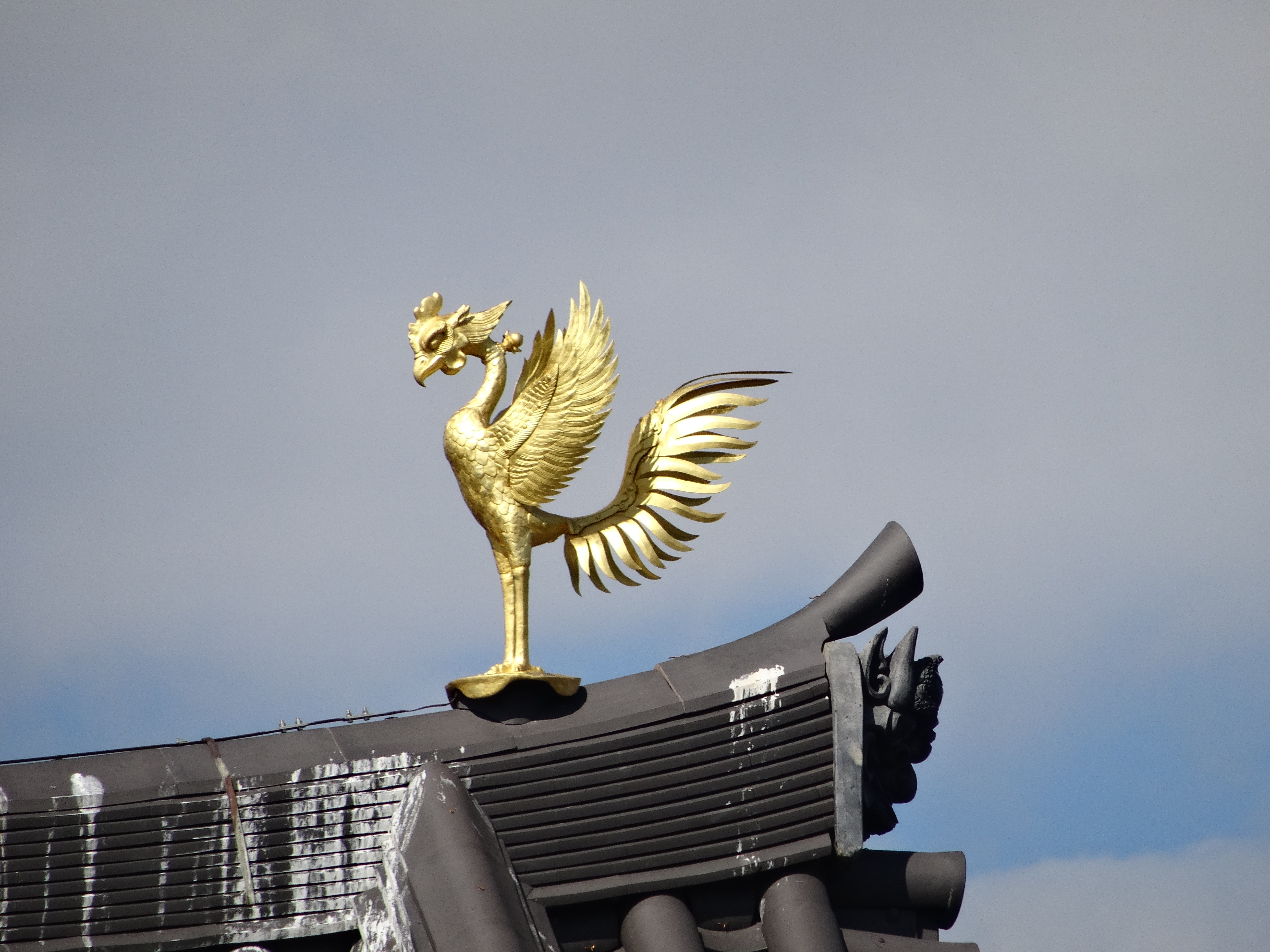
Goldener Phönix auf dem Dach der Phönix-Halle (September 2014)